# Christoph von Schellendorf
Christoph von Schellendorf, auch Christophorus von Schellendorff († 2. August 1583) war ein bayerischer Kriegsrat und Kaiserlicher Rat sowie Landeshauptmann der böhmischen Grafschaft Glatz.

## Leben
Christoph von Schellendorf und Adelsdorf auf Halbau, Saatz und Kunau entstammte dem schlesischen Adelsgeschlecht Schellendorf. Seine Eltern waren Christoph Conrad von Schellendorf und Catharina Maria, geborene Burggräfin zu Dohna. Großeltern väterlicherseits waren Hans (Johannes) von Schellendorf auf Göllschau bei Haynau und Adelsdorf (1466 Besitzer von Schloss Fürstenstein) und dessen Frau, eine geborene von Stosch. Als Urgroßeltern werden George von Schellendorf auf Petersdorf und Göllschau und dessen Frau, geborene von Zedlitz, genannt.
1559 erwarb Christoph von Schellendorf vom Schweidnitzer Landeshauptmann Grabus von Nechern das Gut Puschkau, das er vier Jahre später dem Freiherrn Seyfried von Promnitz auf Sorau und Triebel veräußerte. Am 7. Juni 1560 heiratete Christoph von Schellendorf Barbara von Nostitz. Der Ehe entstammte der 1562 geborene Sohn Carl Magnus von Schellendorf.
1564 trat Christoph von Schellendorf in militärische Dienste des bayerischen Herzogs Albrecht V. ein, der ihn zum Kriegsrat ernannte. 1566 kämpfte er unter Kaiser Maximilian II. in den Türkenkriegen, von dem er im selben Jahr vor Raab zum Ritter geschlagen wurde. Durch sein erfolgreiches Wirken verschaffte er sich Ehre und Vermögen, mit dem er Güter und Ländereien erwerben konnte. 1570 kaufte er das Gut Halbau von den Herren von Kottwitz und 1579 von seinem Schwager Caspar von Dohna für 50.000 Taler die Herrschaft Königsbrück mitsamt den Einnahmen aus der Dresdner Brücke.
1575 wurde Christoph von Schellendorf vom böhmischen Landesherrn Rudolf II. zum Landeshauptmann der Grafschaft Glatz berufen. Auf Schellendorfs Anfrage, wie mit den der Hexerei angeklagten Frauen zu verfahren sei, befahl ihm Rudolf II. am 7. Juli 1577, die Kupplerin Christina Sturm zum Tod durch Verbrennen zu verurteilen. Im selben Jahr entließ Christoph von Schellendorf als Landeshauptmann den Habelschwerdter lutherischen Prediger Caspar Elogius, weil dieser die Wünsche des Kaisers Maximilian II., dem Protestantismus förderlich zu sein, nicht nachkommen konnte und damit für zahlreiche Beschwerden und Unruhe sorgte.
Christoph von Schellendorf, dessen Geburtsdatum und -Ort nicht bekannt sind, starb am 2. August 1583. Sein Sterbeort ist ebenfalls unbekannt.

## Trivia
Der letzte Namensträger aus dieser Linie der Freiherren von Schellendorf war Maximilian (1645–1703). Seine Eltern waren Wolfgang von Schellendorf und Sophie Elisabeth Gräfin zu Solms-Baruth. Maximilian von Schellendorf heiratete Johanne Margarethe Freiherrin von Friesen und blieb mit ihr kinderlos.